# North Cup 2020
La North Cup 2020 ((RU)  Кубок Русского Севера) è  la coppa di football americano che riunisce squadre del nord della Russia.

## Squadre partecipanti
| Club                          | Città        | Stadio | Sponsor ufficiale |
| ----------------------------- | ------------ | ------ | ----------------- |
| Arkhangelsk Woodcutters       | Arcangelo    |        |                   |
| Petrozavodsk Karelian Gunners | Petrozavodsk |        |                   |
| Vologda Vikings               | Vologda      |        |                   |

## Stagione regolare

### Calendario
| Vologda 26 settembre 2020, ore 15:30 | Vologda Vikings | 64 – 0 referto | Arkhangelsk Woodcutters | Stadion Dinamo |

| Vologda 27 settembre 2020, ore 10:30 | Arkhangelsk Woodcutters | 12 – 25 referto | Petrozavodsk Karelian Gunners |  |

| Vologda 27 settembre 2020, ore 13:00 | Vologda Vikings | 6 – 15 referto | Petrozavodsk Karelian Gunners |  |

### Classifica
La classifica della regular season è la seguente.
- PCT = percentuale di vittorie, G = partite giocate, V = partite vinte,  P = partite perse, PF = punti fatti, PS = punti subiti

| Pos. | Squadra                       | PCT   | G | V | N | P | PF | PS |
| ---- | ----------------------------- | ----- | - | - | - | - | -- | -- |
| 1    | Petrozavodsk Karelian Gunners | 1.000 | 2 | 2 | 0 | 0 | 40 | 18 |
| 2    | Vologda Vikings               | .500  | 2 | 1 | 0 | 1 | 70 | 15 |
| 3    | Arkhangelsk Woodcutters       | .000  | 2 | 0 | 0 | 2 | 12 | 89 |

## Verdetti
- Petrozavodsk Karelian Gunners Campioni della North Cup 2020